# Lijst van titels van Rafael Nadal
Het totaal aantal titels van Rafael Nadal is 110, waarvan 92 in het enkelspel en 11 in het dubbelspel. Daarnaast won hij 5 Davis Cup-titels en 2 Laver Cup-titels.
| Legenda                       | Legenda               |
| ----------------------------- | --------------------- |
| Grand Slam                    |                       |
| Olympische Spelen             |                       |
| tot 2009                      | vanaf 2009            |
| Tennis Masters Cup            | ATP Finals            |
| ATP Masters Series            | ATP Tour Masters 1000 |
| ATP International Series Gold | ATP Tour 500          |
| ATP International Series      | ATP Tour 250          |

## Enkelspel
| Nr.              | Datum             | Toernooi                  | Ondergrond    | Tegenstander          | Score                   |         |
| ---------------- | ----------------- | ------------------------- | ------------- | --------------------- | ----------------------- | ------- |
| Gewonnen finales |                   |                           |               |                       |                         |         |
| 1.               | 9 augustus 2004   | ATP Sopot                 | Gravel        | José Acasuso          | 6-3, 6-4                | details |
| 2.               | 20 februari 2005  | ATP Costa do Sauípe       | Gravel        | Alberto Martín        | 6-0, 6-7, 6-1           | details |
| 3.               | 27 februari 2005  | ATP Acapulco              | Gravel        | Albert Montañés       | 6-1, 6-0                | details |
| 4.               | 17 april 2005     | ATP Monte Carlo           | Gravel        | Guillermo Coria       | 6-3, 6-1, 0-6, 7-5      | details |
| 5.               | 24 april 2005     | ATP Barcelona             | Gravel        | Juan Carlos Ferrero   | 6-1, 7-6, 6-3           | details |
| 6.               | 8 mei 2005        | ATP Rome                  | Gravel        | Guillermo Coria       | 6-4, 3-6, 6-3, 4-6, 7-6 | details |
| 7.               | 5 juni 2005       | Roland Garros             | Gravel        | Mariano Puerta        | 6-7, 6-3, 6-1, 7-5      | details |
| 8.               | 10 juli 2005      | ATP Båstad                | Gravel        | Tomáš Berdych         | 2-6, 6-2, 6-4           | details |
| 9.               | 24 juli 2005      | ATP Stuttgart             | Gravel        | Gastón Gaudio         | 6-3, 6-3, 6-4           | details |
| 10.              | 14 augustus 2005  | ATP Montreal/Toronto      | Hardcourt     | Andre Agassi          | 6-3, 4-6, 6-2           | details |
| 11.              | 18 september 2005 | ATP Peking                | Hardcourt     | Guillermo Coria       | 5-7, 6-1, 6-2           | details |
| 12.              | 23 oktober 2005   | ATP Madrid                | Hardcourt (i) | Ivan Ljubičić         | 3-6, 2-6, 6-3, 6-4, 7-6 | details |
| 13.              | 4 maart 2006      | ATP Dubai                 | Hardcourt     | Roger Federer         | 2-6, 6-4, 6-4           | details |
| 14.              | 23 april 2006     | ATP Monte Carlo (2)       | Gravel        | Roger Federer         | 6-2, 6-7, 6-3, 7-6      | details |
| 15.              | 30 april 2006     | ATP Barcelona (2)         | Gravel        | Tommy Robredo         | 6-4, 6-4, 6-0           | details |
| 16.              | 14 mei 2006       | ATP Rome (2)              | Gravel        | Roger Federer         | 6-7, 7-6, 6-4, 2-6, 7-6 | details |
| 17.              | 11 juni 2006      | Roland Garros (2)         | Gravel        | Roger Federer         | 1-6, 6-1, 6-4, 7-6      | details |
| 18.              | 18 maart 2007     | ATP Indian Wells          | Hardcourt     | Novak Djokovic        | 6-2, 7-5                | details |
| 19.              | 22 april 2007     | ATP Monte Carlo (3)       | Gravel        | Roger Federer         | 6-4, 6-4                | details |
| 20.              | 29 april 2007     | ATP Barcelona (3)         | Gravel        | Guillermo Cañas       | 6-3, 6-4                | details |
| 21.              | 13 mei 2007       | ATP Rome (3)              | Gravel        | Fernando González     | 6-2, 6-2                | details |
| 22.              | 10 juni 2007      | Roland Garros (3)         | Gravel        | Roger Federer         | 6-3, 4-6, 6-3, 6-4      | details |
| 23.              | 22 juni 2007      | ATP Stuttgart (2)         | Gravel        | Stanislas Wawrinka    | 6-4, 7-5                | details |
| 24.              | 27 april 2008     | ATP Monte Carlo (4)       | Gravel        | Roger Federer         | 7-5, 7-5                | details |
| 25.              | 4 mei 2008        | ATP Barcelona (4)         | Gravel        | David Ferrer          | 6-1, 4-6, 6-1           | details |
| 26.              | 18 mei 2008       | ATP Hamburg               | Gravel        | Roger Federer         | 7-5, 6-7, 6-3           | details |
| 27.              | 8 juni 2008       | Roland Garros (4)         | Gravel        | Roger Federer         | 6-1, 6-3, 6-0           | details |
| 28.              | 15 juni 2008      | ATP Londen                | Gras          | Novak Djokovic        | 7-6, 7-5                | details |
| 29.              | 6 juli 2008       | Wimbledon                 | Gras          | Roger Federer         | 6-4, 6-4, 6-7, 6-7, 9-7 | details |
| 30.              | 27 juli 2008      | ATP Montreal/Toronto (2)  | Hardcourt     | Nicolas Kiefer        | 6-3, 6-2                | details |
| 31.              | 17 augustus 2008  | Olympische Spelen         | Hardcourt     | Fernando González     | 6-3, 7-6, 6-3           | details |
| 32.              | 1 februari 2009   | Australian Open           | Hardcourt     | Roger Federer         | 7-5, 3-6, 7-6, 3-6, 6-2 | details |
| 33.              | 22 maart 2009     | ATP Indian Wells (2)      | Hardcourt     | Andy Murray           | 6-1, 6-2                | details |
| 34.              | 19 april 2009     | ATP Monte Carlo (5)       | Gravel        | Novak Djokovic        | 6-3, 2-6, 6-1           | details |
| 35.              | 26 april 2009     | ATP Barcelona (5)         | Gravel        | David Ferrer          | 6-2, 7-5                | details |
| 36.              | 3 mei 2009        | ATP Rome (4)              | Gravel        | Novak Djokovic        | 7-6, 6-2                | details |
| 37.              | 18 april 2010     | ATP Monte Carlo (6)       | Gravel        | Fernando Verdasco     | 6-0, 6-1                | details |
| 38.              | 2 mei 2010        | ATP Rome (5)              | Gravel        | David Ferrer          | 7-5, 6-2                | details |
| 39.              | 16 mei 2010       | ATP Madrid (2)            | Gravel        | Roger Federer         | 6-4, 7-6                | details |
| 40.              | 6 juni 2010       | Roland Garros (5)         | Gravel        | Robin Söderling       | 6-4, 6-2, 6-4           | details |
| 41.              | 4 juli 2010       | Wimbledon (2)             | Gras          | Tomáš Berdych         | 6-3, 7-5, 6-4           | details |
| 42.              | 13 september 2010 | US Open                   | Hardcourt     | Novak Djokovic        | 6-4, 5-7, 6-4, 6-2      | details |
| 43.              | 10 oktober 2010   | ATP Tokio                 | Hardcourt     | Gaël Monfils          | 6-1, 7-5                | details |
| 44.              | 17 april 2011     | ATP Monte Carlo (7)       | Gravel        | David Ferrer          | 6-4, 7-5                | details |
| 45.              | 24 april 2011     | ATP Barcelona (6)         | Gravel        | David Ferrer          | 6-2, 6-4                | details |
| 46.              | 5 juni 2011       | Roland Garros (6)         | Gravel        | Roger Federer         | 7-5, 7-6, 5-7, 6-1      | details |
| 47.              | 22 april 2012     | ATP Monte Carlo (8)       | Gravel        | Novak Djokovic        | 6-3, 6-1                | details |
| 48.              | 29 april 2012     | ATP Barcelona (7)         | Gravel        | David Ferrer          | 7-6, 7-5                | details |
| 49.              | 21 mei 2012       | ATP Rome (6)              | Gravel        | Novak Djokovic        | 7-5, 6-3                | details |
| 50.              | 11 juni 2012      | Roland Garros (7)         | Gravel        | Novak Djokovic        | 6-4, 6-3, 2-6, 7-5      | details |
| 51.              | 17 februari 2013  | ATP São Paulo (2)         | Gravel (i)    | David Nalbandian      | 6-2, 6-3                | details |
| 52.              | 2 maart 2013      | ATP Acapulco (2)          | Gravel        | David Ferrer          | 6-0, 6-2                | details |
| 53.              | 17 maart 2013     | ATP Indian Wells (3)      | Hardcourt     | Juan Martín del Potro | 4-6, 6-3, 6-4           | details |
| 54.              | 28 april 2013     | ATP Barcelona (8)         | Gravel        | Nicolás Almagro       | 6-4, 6-3                | details |
| 55.              | 12 mei 2013       | ATP Madrid (3)            | Gravel        | Stanislas Wawrinka    | 6-2, 6-4                | details |
| 56.              | 19 mei 2013       | ATP Rome (7)              | Gravel        | Roger Federer         | 6-1, 6-3                | details |
| 57.              | 9 juni 2013       | Roland Garros (8)         | Gravel        | David Ferrer          | 6-3, 6-2, 6-3           | details |
| 58.              | 11 augustus 2013  | ATP Montreal/Toronto (3)  | Hardcourt     | Milos Raonic          | 6-2, 6-2                | details |
| 59.              | 18 augustus 2013  | ATP Cincinnati            | Hardcourt     | John Isner            | 7-6, 7-6                | details |
| 60.              | 9 september 2013  | US Open (2)               | Hardcourt     | Novak Djokovic        | 6-2, 3-6, 6-4, 6-1      | details |
| 61.              | 4 januari 2014    | ATP Doha                  | Hardcourt     | Gaël Monfils          | 6-1, 6-7, 6-2           | details |
| 62.              | 24 februari 2014  | ATP Rio de Janeiro        | Gravel        | Oleksandr Dolgopolov  | 6-3, 7-6                | details |
| 63.              | 11 mei 2014       | ATP Madrid (4)            | Gravel        | Kei Nishikori         | 2-6, 6-4, 3-0 opg.      | details |
| 64.              | 8 juni 2014       | Roland Garros (9)         | Gravel        | Novak Djokovic        | 3-6, 7-5, 6-2, 6-4      | details |
| 65.              | 1 maart 2015      | ATP Buenos Aires          | Gravel        | Juan Mónaco           | 6-4, 6-1                | details |
| 66.              | 14 juni 2015      | ATP Stuttgart (3)         | Gras          | Viktor Troicki        | 7-6, 6-3                | details |
| 67.              | 2 augustus 2015   | ATP Hamburg (2)           | Gravel        | Fabio Fognini         | 7-5, 7-5                | details |
| 68.              | 17 april 2016     | ATP Monte Carlo (9)       | Gravel        | Gaël Monfils          | 7-5, 5-7, 6-0           | details |
| 69.              | 24 april 2016     | ATP Barcelona (9)         | Gravel        | Kei Nishikori         | 6-4, 7-5                | details |
| 70.              | 23 april 2017     | ATP Monte Carlo (10)      | Gravel        | Albert Ramos Viñolas  | 6-1, 6-3                | details |
| 71.              | 30 april 2017     | ATP Barcelona (10)        | Gravel        | Dominic Thiem         | 6-4, 6-1                | details |
| 72.              | 14 mei 2017       | ATP Madrid (5)            | Gravel        | Dominic Thiem         | 7-6, 6-4                | details |
| 73.              | 11 juni 2017      | Roland Garros (10)        | Gravel        | Stanislas Wawrinka    | 6-2, 6-3, 6-1           | details |
| 74.              | 10 september 2017 | US Open (3)               | Hardcourt     | Kevin Anderson        | 6-3, 6-3, 6-4           | details |
| 75.              | 8 oktober 2017    | ATP Peking (2)            | Hardcourt     | Nick Kyrgios          | 6-2, 6-1                | details |
| 76.              | 22 april 2018     | ATP Monte Carlo (11)      | Gravel        | Kei Nishikori         | 6-3, 6-2                | details |
| 77.              | 29 april 2018     | ATP Barcelona (11)        | Gravel        | Stéfanos Tsitsipás    | 6-2, 6-1                | details |
| 78.              | 20 mei 2018       | ATP Rome (8)              | Gravel        | Alexander Zverev      | 6-1, 1-6, 6-3           | details |
| 79.              | 10 juni 2018      | Roland Garros (11)        | Gravel        | Dominic Thiem         | 6-4, 6-3, 6-2           | details |
| 80.              | 12 augustus 2018  | ATP Montreal/Toronto (4)  | Hardcourt     | Stéfanos Tsitsipás    | 6-2, 7-6                | details |
| 81.              | 19 mei 2019       | ATP Rome (9)              | Gravel        | Novak Djokovic        | 6-0, 4-6, 6-1           | details |
| 82.              | 9 juni 2019       | Roland Garros (12)        | Gravel        | Dominic Thiem         | 6-3, 5-7, 6-1, 6-1      | details |
| 83.              | 11 augustus 2019  | ATP Montreal/Toronto (5)  | Hardcourt     | Daniil Medvedev       | 6-3, 6-0                | details |
| 84.              | 8 september 2019  | US Open (4)               | Hardcourt     | Daniil Medvedev       | 7-5, 6-3, 5-7, 4-6, 6-4 | details |
| 85.              | 29 februari 2020  | ATP Acapulco (3)          | Hardcourt     | Taylor Fritz          | 6-3, 6-2                | details |
| 86.              | 11 oktober 2020   | Roland Garros (13)        | Gravel        | Novak Djokovic        | 6-0, 6-2, 7-5           | details |
| 87.              | 25 april 2021     | ATP Barcelona (12)        | Gravel        | Stéfanos Tsitsipás    | 6-4, 6-7, 7-5           | details |
| 88.              | 16 mei 2021       | ATP Rome (10)             | Gravel        | Novak Djokovic        | 7-5, 1-6, 6-3           | details |
| 89.              | 9 januari 2022    | ATP Melbourne             | Hardcourt     | Maxime Cressy         | 7-6, 6-3                | details |
| 90.              | 30 januari 2022   | Australian Open (2)       | Hardcourt     | Daniil Medvedev       | 2-6, 6-7, 6-4, 6-4, 7-5 | details |
| 91.              | 26 februari 2022  | ATP Acapulco (4)          | Hardcourt     | Cameron Norrie        | 6-4, 6-4                | details |
| 92.              | 5 juni 2022       | Roland Garros             | Gravel        | Casper Ruud           | 6-3, 6-3, 6-0           | details |
| Verloren finales |                   |                           |               |                       |                         |         |
| 1.               | 18 januari 2004   | ATP Auckland              | Hardcourt     | Dominik Hrbatý        | 6-4, 2-6, 5-7           | details |
| 2.               | 3 april 2005      | ATP Miami                 | Hardcourt     | Roger Federer         | 6-2, 7-6, 6-7, 3-6, 1-6 | details |
| 3.               | 9 juli 2006       | Wimbledon                 | Gras          | Roger Federer         | 0-6, 6-7, 7-6, 3-6      | details |
| 4.               | 20 mei 2007       | ATP Hamburg               | Gravel        | Roger Federer         | 6-2, 2-6, 0-6           | details |
| 5.               | 8 juli 2007       | Wimbledon (2)             | Gras          | Roger Federer         | 6-7, 6-4, 6-7, 6-2, 2-6 | details |
| 6.               | 4 november 2007   | ATP Parijs                | Hardcourt (i) | David Nalbandian      | 4-6, 0-6                | details |
| 7.               | 6 januari 2008    | ATP Chennai               | Hardcourt     | Michail Joezjny       | 0-6, 1-6                | details |
| 8.               | 6 april 2008      | ATP Miami (2)             | Hardcourt     | Nikolaj Davydenko     | 4-6, 2-6                | details |
| 9.               | 15 februari 2009  | ATP Rotterdam             | Hardcourt (i) | Andy Murray           | 3-6, 6-4, 0-6           | details |
| 10.              | 17 mei 2009       | ATP Madrid                | Gravel        | Roger Federer         | 4-6, 4-6                | details |
| 11.              | 18 oktober 2009   | ATP Shanghai              | Hardcourt     | Nikolaj Davydenko     | 6-7, 3-6                | details |
| 12.              | 9 januari 2010    | ATP Doha                  | Hardcourt     | Nikolaj Davydenko     | 6-0, 6-7, 4-6           | details |
| 13.              | 28 november 2010  | ATP World Tour Finals     | Hardcourt (i) | Roger Federer         | 3-6, 6-3, 1-6           | details |
| 14.              | 20 maart 2011     | ATP Indian Wells          | Hardcourt     | Novak Djokovic        | 6-4, 3-6, 2-6           | details |
| 15.              | 3 april 2011      | ATP Miami (3)             | Hardcourt     | Novak Djokovic        | 6-4, 3-6, 6-7           | details |
| 16.              | 8 mei 2011        | ATP Madrid (2)            | Gravel        | Novak Djokovic        | 5-7, 4-6                | details |
| 17.              | 15 mei 2011       | ATP Rome                  | Gravel        | Novak Djokovic        | 4-6, 4-6                | details |
| 18.              | 3 juli 2011       | Wimbledon (3)             | Gras          | Novak Djokovic        | 4-6, 1-6, 6-1, 3-6      | details |
| 19.              | 12 september 2011 | US Open                   | Hardcourt     | Novak Djokovic        | 2-6, 4-6, 7-6, 1-6      | details |
| 20.              | 9 oktober 2011    | ATP Tokio                 | Hardcourt     | Andy Murray           | 6-3, 2-6, 0-6           | details |
| 21.              | 29 januari 2012   | Australian Open           | Hardcourt     | Novak Djokovic        | 7-5, 4-6, 2-6, 7-6, 5-7 | details |
| 22.              | 10 februari 2013  | ATP Viña del Mar          | Gravel        | Horacio Zeballos      | 7-6, 6-7, 4-6           | details |
| 23.              | 21 april 2013     | ATP Monte Carlo           | Gravel        | Novak Djokovic        | 2-6, 6-7                | details |
| 24.              | 6 oktober 2013    | ATP Peking                | Hardcourt     | Novak Djokovic        | 3-6, 4-6                | details |
| 25.              | 23 november 2013  | ATP World Tour Finals (2) | Hardcourt (i) | Novak Djokovic        | 3-6, 4-6                | details |
| 26.              | 26 januari 2014   | Australian Open (2)       | Hardcourt     | Stanislas Wawrinka    | 3-6, 2-6, 6-3, 3-6      | details |
| 27.              | 30 maart 2014     | ATP Miami (4)             | Hardcourt     | Novak Djokovic        | 3-6, 3-6                | details |
| 28.              | 18 mei 2014       | ATP Rome (2)              | Gravel        | Novak Djokovic        | 6-4, 3-6, 3-6           | details |
| 29.              | 10 mei 2015       | ATP Madrid (3)            | Gravel        | Andy Murray           | 3-6, 2-6                | details |
| 30.              | 11 oktober 2015   | ATP Peking (2)            | Hardcourt     | Novak Djokovic        | 2-6, 2-6                | details |
| 31.              | 30 oktober 2015   | ATP Bazel                 | Hardcourt (i) | Roger Federer         | 3-6, 7-5, 3-6           | details |
| 32.              | 9 januari 2016    | ATP Doha (2)              | Hardcourt     | Novak Djokovic        | 1-6, 2-6                | details |
| 33.              | 29 januari 2017   | Australian Open (3)       | Hardcourt     | Roger Federer         | 4-6, 6-3, 1-6, 6-3, 3-6 | details |
| 34.              | 4 maart 2017      | ATP Acapulco              | Hardcourt     | Sam Querrey           | 3-6, 6-7                | details |
| 35.              | 2 april 2017      | ATP Miami (5)             | Hardcourt     | Roger Federer         | 3-6, 4-6                | details |
| 36.              | 15 oktober 2017   | ATP Shanghai (2)          | Hardcourt     | Roger Federer         | 4-6, 3-6                | details |
| 37.              | 27 januari 2019   | Australian Open (4)       | Hardcourt     | Novak Djokovic        | 3-6, 2-6, 3-6           | details |
| 38.              | 20 maart 2022     | ATP Indian Wells (2)      | Hardcourt     | Taylor Fritz          | 3-6, 6-75               | details |

## Dubbelspel
| Nr.              | Datum            | Toernooi             | Ondergrond | Partner             | Tegenstanders                   | Uitslag          | Details |
| ---------------- | ---------------- | -------------------- | ---------- | ------------------- | ------------------------------- | ---------------- | ------- |
| Gewonnen finales |                  |                      |            |                     |                                 |                  |         |
| 1.               | 21 augustus 2003 | ATP Umag             | Gravel     | Álex López Morón    | Todd Perry Thomas Shimada       | 6-1, 6-3         | details |
| 2.               | 5 januari 2004   | ATP Chennai          | Hardcourt  | Tommy Robredo       | Jonathan Erlich Andy Ram        | 7-6, 4-6, 6-3    | details |
| 3.               | 3 januari 2005   | ATP Doha             | Hardcourt  | Albert Costa        | Andrei Pavel Michail Joezjny    | 6-3, 4-6, 6-3    | details |
| 4.               | 27 april 2008    | ATP Monte Carlo      | Gravel     | Tommy Robredo       | Mahesh Bhupathi Mark Knowles    | 6-3, 6-3         | details |
| 5.               | 9 januari 2009   | ATP Doha (2)         | Hardcourt  | Marc López          | Daniel Nestor Nenad Zimonjić    | 4-6, 6-4, [10-8] | details |
| 6.               | 20 maart 2010    | ATP Indian Wells     | Hardcourt  | Marc López          | Daniel Nestor Nenad Zimonjić    | 7-6, 6-3         | details |
| 7.               | 8 januari 2011   | ATP Doha (3)         | Hardcourt  | Marc López          | Daniele Bracciali Andreas Seppi | 6-3, 7-6         | details |
| 8.               | 18 maart 2012    | ATP Indian Wells (2) | Hardcourt  | Marc López          | John Isner Sam Querrey          | 6-2, 7-6         | details |
| 9.               | 10 januari 2015  | ATP Doha (4)         | Hardcourt  | Juan Mónaco         | Julian Knowle Philipp Oswald    | 6-3, 6-4         | details |
| 10.              | 12 augustus 2016 | Olympische Spelen    | Hardcourt  | Marc López          | Horia Tecău Florin Mergea       | 6-2, 3-6, 6-4    | details |
| 11.              | 9 oktober 2016   | ATP Peking           | Hardcourt  | Pablo Carreño Busta | Jack Sock Bernard Tomic         | 6-7, 6-2, [10-8] | details |
| Verloren finales |                  |                      |            |                     |                                 |                  |         |
| 1.               | 18 april 2005    | ATP Barcelona        | Gravel     | Feliciano López     | Leander Paes Nenad Zimonjić     | 6-3, 6-3         | details |
| 2.               | 8 januari 2007   | ATP Chennai          | Hardcourt  | Tomeu Salvà         | Xavier Malisse Dick Norman      | 7-6, 7-6         | details |
| 3.               | 30 april 2007    | ATP Barcelona (2)    | Gravel     | Tomeu Salvà         | Andrei Pavel Alexander Waske    | 6-3, 6-3         | details |
| 4.               | 10 februari 2013 | ATP Viña del Mar     | Gravel     | Juan Mónaco         | Paolo Lorenzi Potito Starace    | 6-2, 6-4         | details |

## Landencompetities
| Nr.              | Datum                | Toernooi      | Ondergrond    | Partner(s)                                                                                               | Tegenstanders                                                                                | Score                  |         |
| ---------------- | -------------------- | ------------- | ------------- | --- | -------------------------------------------------------------------------------------------- | ---------------------- | ------- |
| Gewonnen finales |                      |               |               | |                                                                                              |                        |         |
| 1.               | 3-5 december 2004    | Davis Cup     | Gravel (i)    | Carlos Moyá Juan Carlos Ferrero Tommy Robredo                                                            | Andy Roddick Mardy Fish Bob Bryan Mike Bryan                                                 | 3-2 (5 wedstrijden)    | details |
| 2.               | 4-6 december 2009    | Davis Cup (2) | Gravel (i)    | David Ferrer Feliciano López Fernando Verdasco                                                           | Radek Štěpánek Tomáš Berdych Jan Hájek Lukáš Dlouhý                                          | 5-0 (5 wedstrijden)    | details |
| 3.               | 2-4 december 2011    | Davis Cup (3) | Gravel (i)    | David Ferrer Feliciano López Fernando Verdasco                                                           | Juan Martín del Potro Juan Mónaco David Nalbandian Eduardo Schwank                           | 3-1 (4 wedstrijden)    | details |
| 4.               | 22-24 september 2017 | Laver Cup     | Hardcourt (i) | Roger Federer Alexander Zverev Marin Čilić Dominic Thiem Tomáš Berdych                                   | Sam Querrey John Isner Nick Kyrgios Jack Sock Denis Shapovalov Frances Tiafoe                | 15-9 (12 wedstrijden)  | details |
| 5.               | 20-22 september 2019 | Laver Cup (2) | Hardcourt (i) | Roger Federer Dominic Thiem Alexander Zverev Stéfanos Tsitsipás Fabio Fognini                            | John Isner Milos Raonic Nick Kyrgios Taylor Fritz Denis Shapovalov Jack Sock                 | 13-11 (12 wedstrijden) | details |
| 6.               | 18-24 november 2019  | Davis Cup (4) | Hardcourt (i) | Roberto Bautista Agut Pablo Carreño Busta Marcel Granollers Feliciano López                              | Félix Auger-Aliassime Vasek Pospisil Denis Shapovalov                                        | 2-0 (2 wedstrijden)    | details |
| Verloren finales |                      |               |               | |                                                                                              |                        |         |
| 1.               | 12 januari 2020      | ATP Cup       | Hardcourt     | Roberto Bautista Agut Pablo Carreño Busta Feliciano López                                                | Novak Djokovic Dusan Lajovic Nikola Čačić Viktor Troicki                                     | 1-2 (3 wedstrijden)    | details |
| 2.               | 23-25 september 2022 | Laver Cup     | Hardcourt (i) | Casper Ruud Stéfanos Tsitsipás Novak Djokovic Roger Federer Andy Murray Matteo Berrettini Cameron Norrie | Taylor Fritz Félix Auger-Aliassime Diego Schwartzman Frances Tiafoe Alex de Minaur Jack Sock | 8-13 (11 wedstrijden)  | Details |